# Hylaeus crassifemoratus
Hylaeus crassifemoratus är en biart som först beskrevs av Cockerell 1922.  Hylaeus crassifemoratus ingår i släktet citronbin, och familjen korttungebin. Inga underarter finns listade i Catalogue of Life.